# Anacamptodes providentia
Anacamptodes providentia là một loài bướm đêm trong họ Geometridae.